# Juan de Lázaro Gutiérrez
Juan de Lázaro Gutiérrez (Sepúlveda, 1600 circa – 1670 circa) è stato un medico spagnolo.

## Biografia
Intraprese gli studi artistici, propedeutici a quelli di medicina, all'Università di Alcalá dove conseguì il baccellierato il 7 luglio 1624. Il titolo gli permise di iscriversi all'Università di Salamanca dalla quale uscì il 21 aprile 1627 con il grado di baccelliere medico. Completò il percorso all'Università di Valladolid giungendo per gradi al titolo di dottore in medicina il 3 ottobre 1649. Tra il 1646 e il 1657 ottenne presso quest'ultima università varie cattedre, tra cui chirurgia, metodo e patologia. Fu medico del Sant'Uffizio dell'Inquisizione e poi del duca di Osuna, viceré di Sicilia.
Fu autore di varie opere edite in Lione, tra cui un Opusculum de fascino (1643) su malocchio e stregoneria, e delle Febrilogiae lectiones (1668) sulle febbri. Una Paraphrasis apologetica edita a Palermo (1656) rappresenta il suo responso medico a una questione, giunta fino al papa Urbano VIII, di validità del matrimonio di alcuni uomini operati ai testicoli durante l'infanzia.